# 脳回
脳回（のうかい、英: Gyrus, 複数形:gyri、回転、単に回とも）は、大脳皮質にある『しわ』の隆起した部分。脳回は一般的に1つ、ないし複数の脳溝に囲まれている。
大脳表面の凹凸は一見無規則に見えるが、配列に一定の規則性があり、種間または個体間で共通性の見られる構造に解剖学上の名称が与えられている。各脳回の名称については#主な脳回および#記事最下部の一覧を参照。

## 歴史
脳への関心は古くからあったが、大脳表面の凹凸の構造の規則性が理解されだしたのは、19世紀も半ばになってからである。

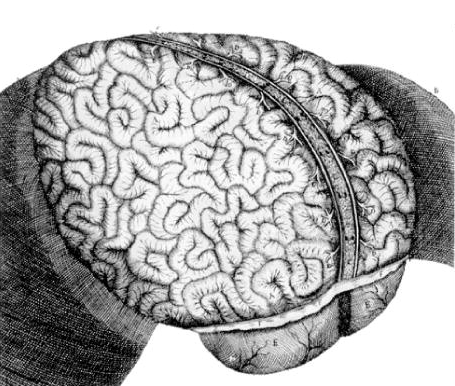
1684年、フランスの解剖学者レイモンド・ビューサンによって描かれた大脳表面。まだ規則性のない、腸を詰め込まれたようなものとして描かれている。
1918年、グレイ解剖学に描かれた大脳外側面の図。脳回と脳溝の特徴が描かれ、各部に名称が与えられている。
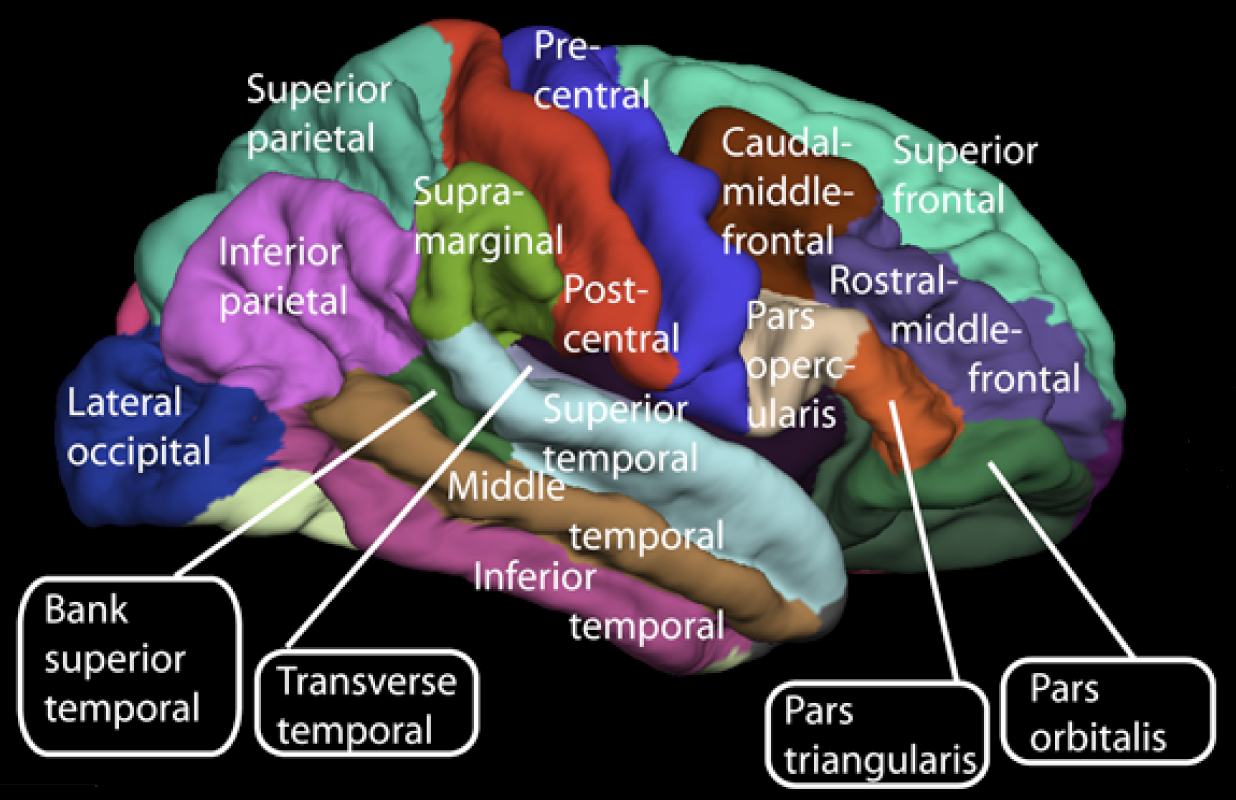
2008年。脳のMRIデータ。2000年ごろから、脳のMRI撮影データに対し、プログラムを用いて自動で脳回・脳溝へ領域分けができるようになってきている。ただし区分け精度がそれほど高くなく、質の向上が研究課題とされている[2]。

## 発達

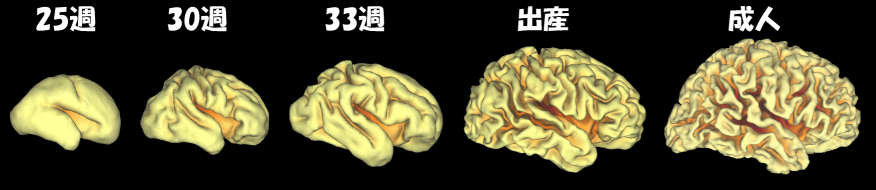
ヒト大脳における脳回の発達過程。

脳回は個体発生の過程で成長していく。脳回のパターンは個体差が大きく、同一個体の左半球、右半球でも、よく似たパターンを描きはするが完全には一致しない。異なる個体の間でパターンの相関性が最も高いのは一卵性双生児の間である。脳回と脳溝のパターンの多様性の内、遺伝的に説明できる部分は1割程度であり、残りの部分は発生過程にある何らかの別の要因によって決定されていると考えられている。

## 異常

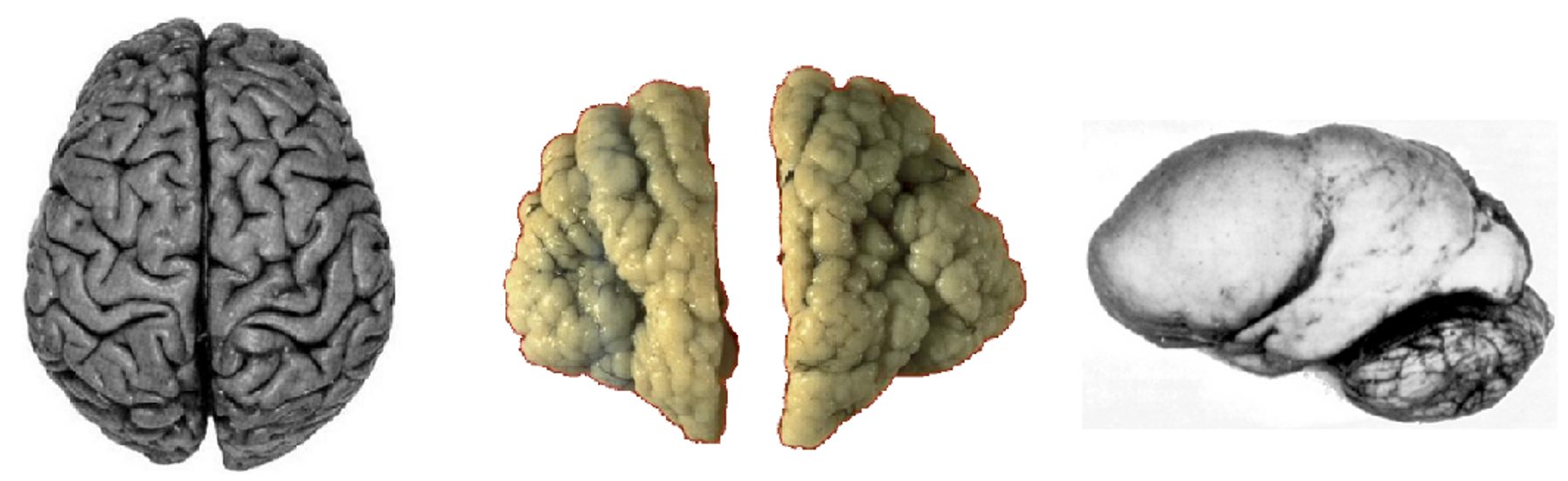
ヒト大脳における脳回の異常。左：正常成人、中：多小脳回、右：脳回欠損

脳回の発達異常を伴う病気がある。ひとつひとつの脳回のサイズが小さく多数の脳回がある状態は多小脳回（たしょうのうかい、polymicrogyria）、また大脳表面の隆起がなくなり平らな状態は滑脳症（脳回欠損、lissencephaly）と言われる。

## 主な脳回
- 弓隆回 英語 : Fornicate gyrus
- 上前頭回 英語 : Superior frontal gyrus、ラテン語 : gyrus frontalis superior
- 中前頭回英語 : Middle frontal gyrus、ラテン語 : gyrus frontalis medius
- 下前頭回英語 : Inferior frontal gyrus、ラテン語 : gyrus frontalis inferior : この脳回は弁蓋部、三角部、眼窩部の3領域から成る。
- 上側頭回 英語 : Superior temporal gyrus、ラテン語 : gyrus temporalis superior
- 中側頭回 英語 : Middle temporal gyrus、ラテン語 : gyrus temporalis medius
- 下側頭回英語 : Inferior temporal gyrus、ラテン語 : gyrus temporalis inferior
- 紡錘状回 英語 : Fusiform gyrus、ラテン語 : gyrus occipitotemporalis medius
- 海馬傍回 英語 : Parahippocampal gyrus、ラテン語 : gyrus parahippocampalis
- 横側頭回 英語 : Transverse temporal gyrus
- 中心前回 英語 : Precentral gyrus、ラテン語 : gyrus praecentralis
- 中心後回 英語 : Postcentral gyrus、ラテン語 : gyrus postcentralis
- 縁上回 英語 : Supramarginal gyrus、ラテン語 : gyrus supramarginalis
- 角回 英語 : Angular gyrus、ラテン語 : gyrus angularis
- 帯状回 英語 : Cingulate gyrus、ラテン語 : gyrus cinguli
- 歯状回 英語 : Dentate gyrus、ラテン語 : gyrus dentatus
- 中心傍小葉 英語：Paracentral lobule、ラテン語：lobulus paracentralis
- 楔部 英語 : Cuneus
- 楔前部 英語 : Precuneus
- 舌状回 英語 : Lingual gyrus ラテン語 : gyrus lingualis

## 画像

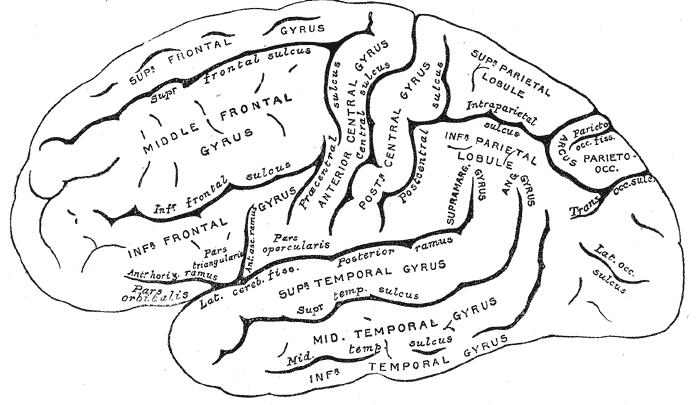
グレイ解剖学 図 726 - 左大脳半球の外側面を横から見た図
グレイ解剖学 図 727 - 左大脳半球の内側面